# Myiodola spinicrus
Myiodola spinicrus är en skalbaggsart som först beskrevs av Leon Fairmaire 1896.  Myiodola spinicrus ingår i släktet Myiodola och familjen långhorningar.
Artens utbredningsområde är Madagaskar. Inga underarter finns listade i Catalogue of Life.